# Pas bezwyznaniowy

Najczęstsza deklarowana przynależność religijna w 48 stanach USA (bez Alaski i Hawajów), na podstawie American Religious Identification Survey. Kolor szary oznacza stany o najniższej afiliacji religijnej (pas bezwyznaniowy): Waszyngton, Oregon, Idaho, Wyoming

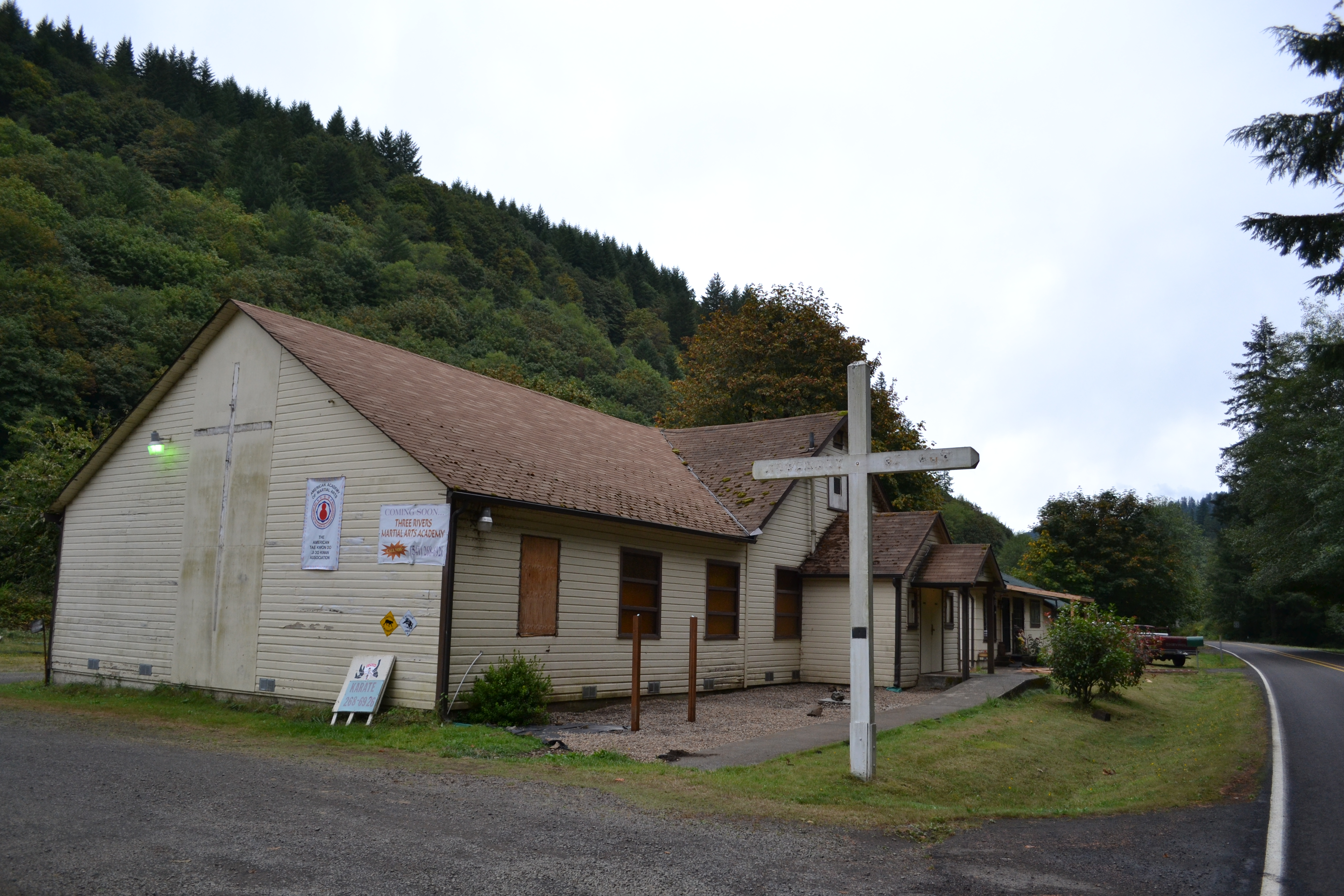
Była świątynia w miejscowości Tide w stanie Oregon, zamieniona w centrum sztuk walki

Pas bezwyznaniowy (ang. Unchurched Belt) – potoczne określenie regionu w północno-zachodniej części USA, który charakteryzuje się niskim wskaźnikiem deklarowanej przynależności do któregoś z wyznań religijnych. Nazwa ta została stworzona przez analogię do określenia pas biblijny. 
Nazwa została użyta po raz pierwszy w odniesieniu do zachodniego wybrzeża Stanów Zjednoczonych w 1985 przez socjologów religii Rodneya Starka oraz Williama Simsa Bainbridge'a. Wykazali oni w stanach Kalifornia, Oregon i Waszyngton najmniejszą od 1971 roku skalę przynależności religijnej, która nie uległa znaczącej zmianie w latach 1971–1980.